# Afriške migracijske poti
Migracije v Afriki so v veliki večini medcelinske, oziroma s podeželja v mesta ali iz ene države v drugo. Cilji priseljevanja so predvsem Južna Afrika in države Magreba, natančneje Libija, ki ima skoraj 2 milijona priseljencev. Veliko je tudi število beguncev, po podatkih Visokega komisariata za begunce, več kot 2 milijona. Največ beguncev se izseljuje iz regij okoli Velikih jezer in iz Afriškega roga. Živijo v begunskih taboriščih v Kongu, Sudanu, Ugandi, Somaliji in v manjšini v Slonokoščeni obali, Čadu, Keniji, Etiopiji in Južni Afriki. Znaten del Somalijskih priseljencev se naseljuje v Jemnu, kamor je leta 2007 pribežalo tudi 30.000 pribežnikov zaradi vojne. Manjši je delež izseljencev zaradi ekonomskih razlogov in prosilcev za politični azil, ki si za cilj izberejo Evropo. Leta 2008 je bilo po podatkih Mednarodne Organizacije za Migracije (IOM) 800.000 migrantov iz Podsaharske Afrike v Evropo. Velika večina le teh pride v Evropo legalno, s turističnim vizumom, ki jim nato po določenem času poteče. Po zanesljivih statističnih podatkih IOM-ja se vsako leto seli za 100.000 več ljudi, medtem ko je število ilegalnih priseljencev, ki se odločijo za Sredozemlje med 5.000 in 25.000 na leto. To poročilo razkriva tudi, da se migranti iz Podsaharske Afrike bolj odločajo za države Magreba, kot pa Evropske države, saj se od približno 120.000 migrantov, ki vstopijo v države severne Afrike, le od 8 do 20 % ljudi odloči, da bo ilegalno nadaljevala pot po Evropi. V Sredozemlju je 5 poti, za katere se v glavnem odločajo ilegalni pribežniki. Prva je iz Afriških obal proti Kanarskim otokom. Druga je iz Maroka in Alžirije do španske obale Andaluzije in Balearskih otokov ali do dveh španskih enklav, Ceute in Melile. Naslednja je iz Alžirije na Sardinijo. Sledi iz Tunizije, Libije in Egipta proti Siciliji, Malti, otokom Lampeduse in Pantellerije in pa iz Turčije v Grčijo. V nekaterih primerih afriški migranti izberejo pot proti vzhodni Evropi, pristanejo z vizumom v Ukrajini in nadaljujejo preko Slovaške in Poljske. V veliki večini so migranti brez vizuma primorani prečkati puščave Sahare. Iz zahodne in srednje Afrike se selijo preko Malija v Alžirijo, ali iz Nigerije proti Libiji. Iz Egipta je med letoma 2006 in 2007 vstopilo proti Izraelu 10.000 prosilcev za azil, največ Eritrejcev in Sudancev. 

Evropska unija je vključila države Severne Afrike v svojo politiko proti ilegalnemu priseljevanju, ki prečka Sredozemlje, tako da je lokalnim oblastem vsilila represivno politiko vračanja ilegalcev v svojo domovino, ki brez sporazuma o vstopu v novo državo ostanejo ob južnih obmejnih območjih (Rosso - mejni prehod med Senegalom in Marokom; Oujda - meja med Marokom in Alžirijo; Tinzaouaten in Guezzam - meja Alžirije z Malijem in Nigrom; Kufrah in Tummo - meja Libije s Sudanom in Nigrom).

Leta 2007 je Evropska unija uspešno organizirala pomorske patrulje, še posebej v Mavretaniji, Senegalu in Maroku, s katerimi so kljub večkratnemu kršenju človekovih pravic zmanjšali tokove migracij proti Španiji. V istem trenutku so se povečale selitve z osrednjega in vzhodnega Sredozemlja proti Italiji in Grčiji.

Prečkanje meja Afrike je zaradi njenih kompleksnih sistemov varnosti, kriminalitete in korupcije za veliko migrantov posebno potovanje, o katerem ni veliko poročanja. Potovanja so z ekonomskega vidika zelo draga (okoli milijonov evrov, na območjih, kjer je dohodek na prebivalca manj kot 1 € na dan), predvsem pa predstavljajo veliko tveganje lastnih življenj migrantov. Posledica tega je tudi zelo visoko število žrtev ljudi, ki prečkajo puščave, morja ali druge poti njihovega potovanja. Od leta 1988 je po poročanjih več kot 12.000 mrtvih na mejah Evropske unije. Nekateri znanstveniki, ki preučujejo Afriške migracije s kulturno-simbolnega vidika, trdijo, da v Podsaharski Afriki potovanje predstavlja različico, ki počasi že prerašča v tradicionalni ritual.